# Mia Ikumi
Mia Ikumi (født 27. marts 1979, død 7. marts 2022) var en japansk mangaka. Hun tegnede blandt andet Tokyo Mew Mew, der havde Reiko Yoshida som fatter, og stod selv for efterfølgeren Tokyo Mew Mew a la Mode.

## Andre arbejder
- Tokyo Black Cat Girl
- Super Doll Licca-chan
- Repure
- The Wish That Surpasses Every Request
- Koi Cupid
- Bunnies Dropping Stars
- The Sleeping Beauty of Strawberry Forest
- Girl's Fight
- Berry Shirayuki report